# XO-5
XO-5 eller Absolutno, är en stjärna belägen i den södra delen av stjärnbilden Lodjuret. Den har en skenbar magnitud av ca 12,13 och kräver ett teleskop för att kunna observeras. Baserat på parallax enligt Gaia Data Release 2 på ca 3,59 mas, beräknas den befinna sig på ett avstånd på ca 910 ljusår (ca 278 parsek) från solen. Den rör sig närmare solen med en heliocentrisk radialhastighet på ca -10 km/s. XO-5 har en misstänkt följeslagare i form av en röd dvärg med en temperatur på 3 500 +250−150 K, i omlopp kring stjärnan i en vid bana.

## Nomenklatur
År 2019 tillkännagav IAU som en del av NamnExoWorlds att XO-5 skulle det officiella namn Absolutno på förslag från Tjeckien. Absolutno är en fiktiv mirakulös substans i sci-fi-romanen Továrna na absolutno (Fabriken för det absoluta).

## Egenskaper
XO-5 är en gul till vit stjärna i huvudserien av spektralklass G8 V. Den har en massa som är ca 0,88 solmassa, en radie som är ca 1,1 solradie och utsänder från dess fotosfär energi motsvarande ca 0,88 gånger solen vid en effektiv temperatur av ca 5 400 K.

## Planetsystem
Exoplaneten XO-5b upptäcktes 2008 av XO-teleskopet med hjälp av transitmetoden. Planet klassificeras som en het Jupiter. En sökning efter variationer i transittider orsakade av ytterligare planeter gav negativ resultat.
| Planet | Massa            | Halv storaxel (AE) | Siderisk omloppstid (d) | Excentricitet | Inklination | Radie |
| ------ | ---------------- | ------------------ | ----------------------- | ------------- | ----------- | ----- |
| b      | 1,059 ± 0,028 MJ | 0,0488 ± 0,0006    | 4,1877545 ± 0,0000016   | 0 [not 1]     | -           | -     |

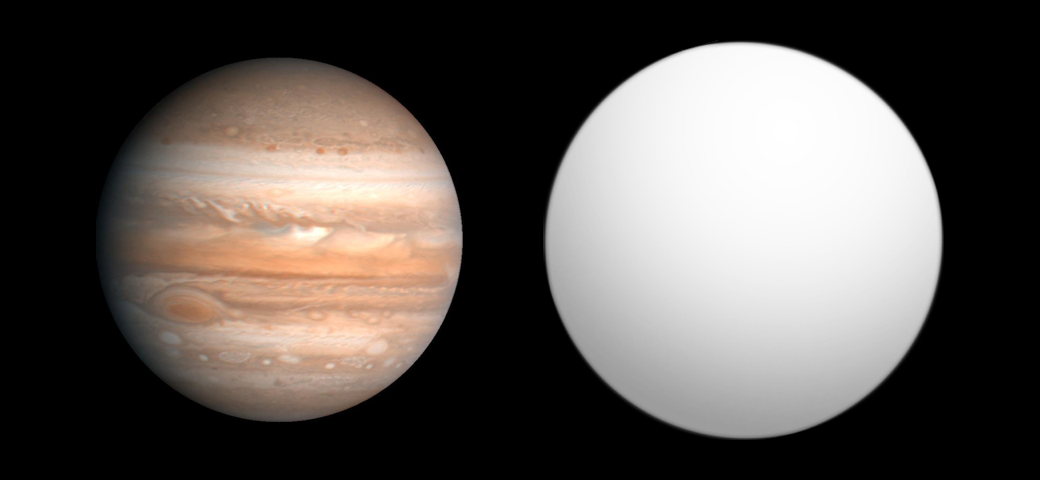
Jämförelse av storlek av XO-5 b och Jupiter.

Not.1. Excentriciteten är obetydlig jämfört med dess osäkerhet.